# Triangle Island
Triangle Island är en ö i Kanada.   Den ligger i Regional District of Mount Waddington och provinsen British Columbia, i den sydvästra delen av landet, 3 900 km väster om huvudstaden Ottawa. Arean är 2,1 kvadratkilometer.
Terrängen på Triangle Island är lite kuperad. Öns högsta punkt är 189 meter över havet. Den sträcker sig 2,5 kilometer i nord-sydlig riktning, och 1,9 kilometer i öst-västlig riktning.